# Vipère de Schlegel
Bothriechis schlegelii
Espèce
Synonymes
- Trigonocephalus schlegelii Berthold, 1846
- Lachesis nitidus Günther, 1859
- Bothrops nigroadspersus Steindachner, 1870
- Thanatophis torvus Posada Arango, 1889
- Bothrops schlegelii (Berthold, 1846)

Statut CITES
Bothriechis schlegelii, la Vipère de Schlegel ou Vipère à cils, est une espèce de serpents de la famille des Viperidae.

## Répartition
Son habitat s'étend du Belize et du sud du Mexique, sur le côté sud-est du versant Atlantique et les plaines qui parcourent l'Amérique centrale, jusqu'au nord de l'Amérique du Sud en Colombie et au Venezuela. On la rencontre aussi sur le versant Pacifique et les plaines, dans certaines parties du Costa Rica, du Panama, de la Colombie, de l'Équateur et du Pérou. 
La localité type est Popayán en Colombie.

## Habitat
Elle préfère des altitudes plutôt basses, des régions humides et tropicales au feuillage dense, en général à proximité d'une source d'eau permanente. On peut cependant la trouver à des altitudes allant du niveau de la mer jusqu'à 2640 mètres.

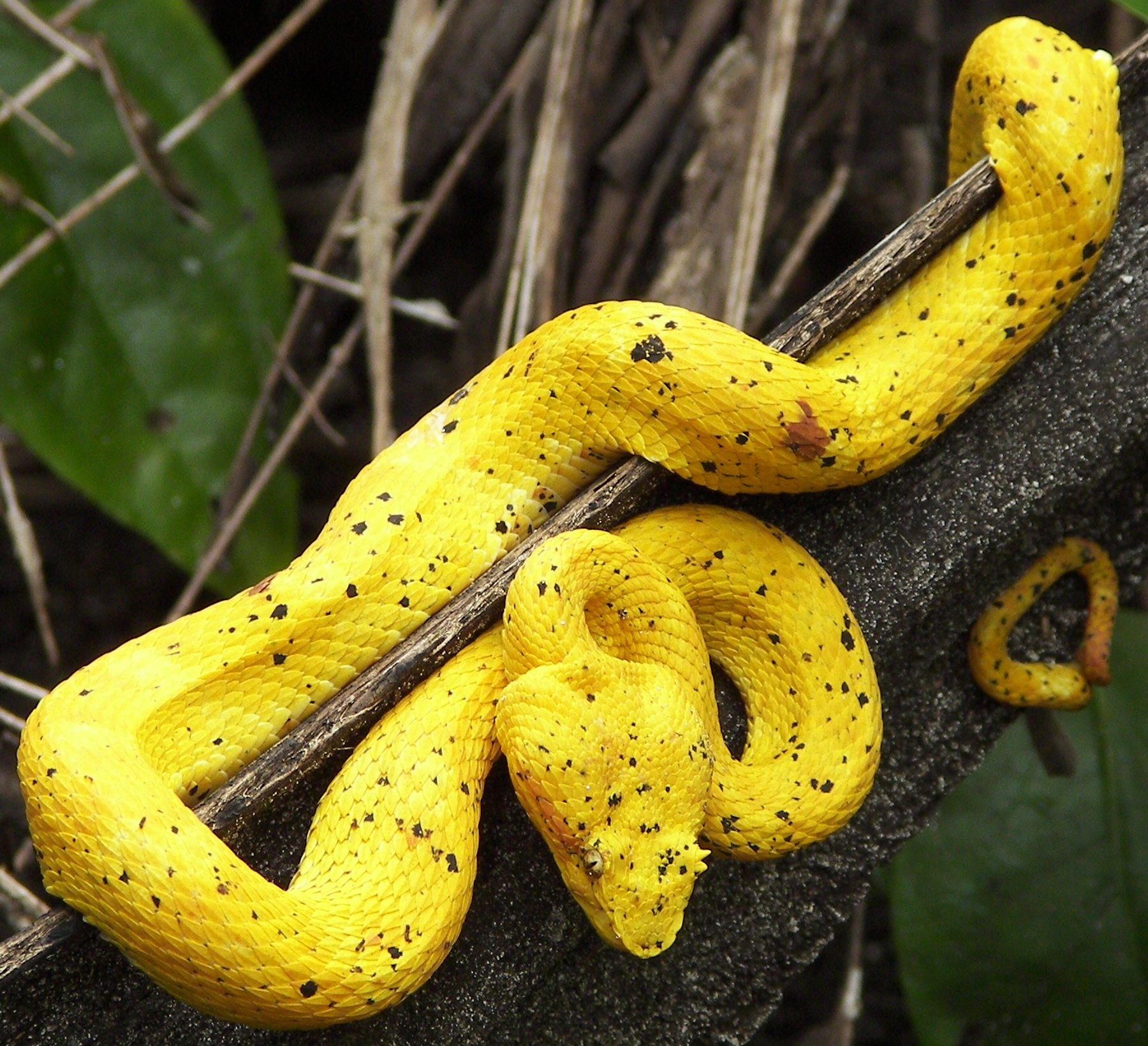

## Description
Cette espèce relativement petite dépasse rarement 75 centimètres de long ; les femelles sont plus grandes que les mâles. Ces vipères ont une tête large, de forme triangulaire et des yeux aux pupilles verticales. Comme toutes les Crotalinae, elles sont solénoglyphes, et possèdent dans la mâchoire supérieure de grands crochets à venin semblables à des aiguilles hypodermiques. Ces crochets se rétractent quand elles ne s'en servent pas. De plus, les représentants de cette espèce sont dotés d'organes sensibles à la chaleur, placés de chaque côté de la tête entre l’œil et la narine.
Leur principale caractéristique est un ensemble d'écailles modifiées sur les yeux, qui ressemblent beaucoup à des cils. On pense que ces cils les aident à se camoufler, en dissimulant la silhouette du serpent parmi le feuillage où elles ont l'habitude de se cacher. Bothriechis schlegelii se rencontre avec une large gamme de couleurs, y compris le rouge, le jaune, le marron, le vert, voire le rose, parfois combinées. Elles ont souvent des mouchetures noires ou marron sur la couleur de base.

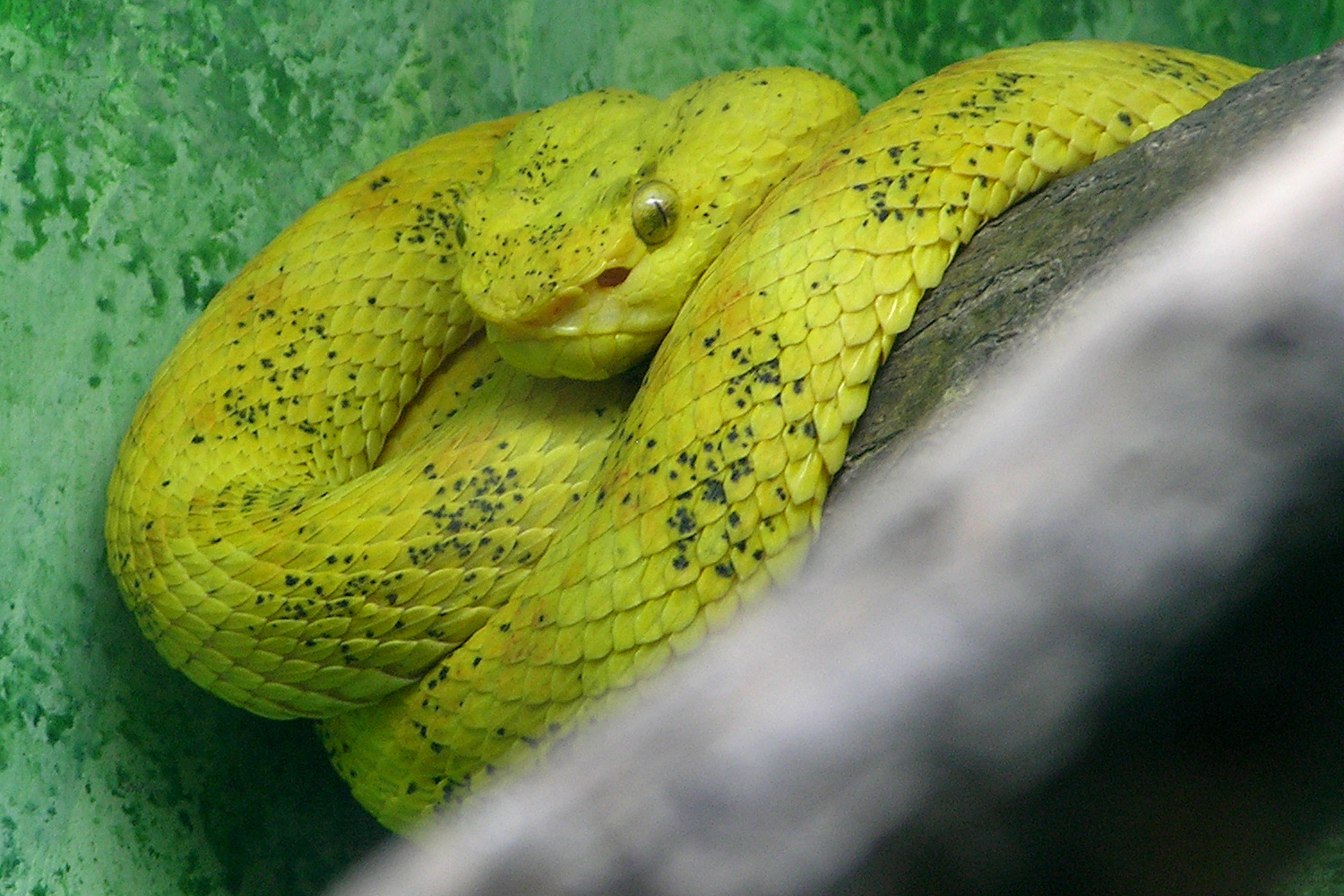
B. schlegelii au zoo de Philadelphie

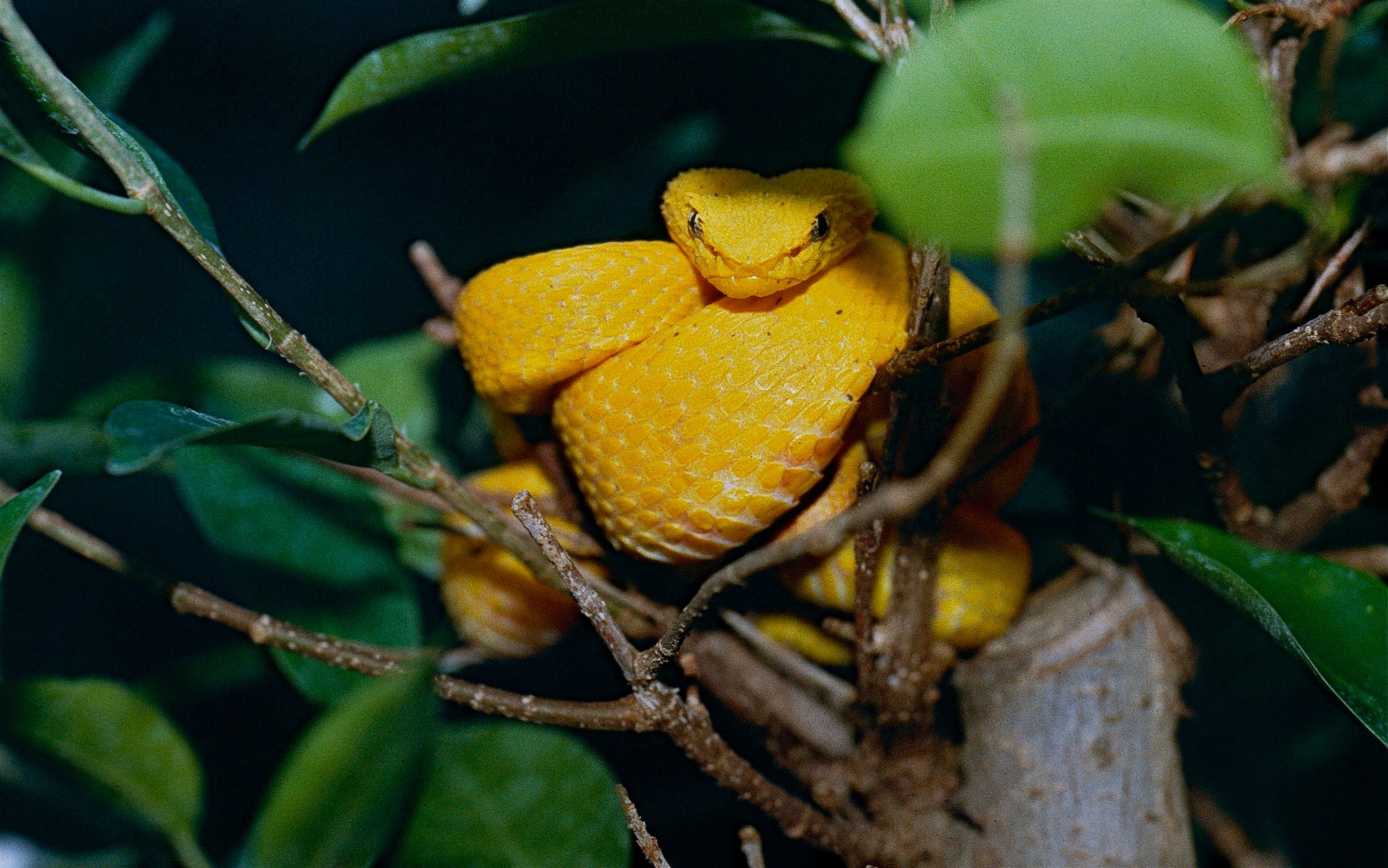
B. schlegelii au zoo de Barcelone

## Comportement
Comme d'autres membres du genre Bothriechis, cette espèce est arboricole. Nocturne la plupart du temps, ce serpent se nourrit de souris, de grenouilles, de chauve-souris, de lézards et de petits oiseaux. Elle n'a pas la réputation d'être un serpent agressif.
Prédateur d'embuscade typique, elle attend avec patience qu'une proie sans méfiance erre à proximité. On a remarqué quelquefois qu'elle choisit un emplacement particulier pour se placer en embuscade et qu'elle y retourne chaque année à l'époque de la migration printanière des oiseaux. Des études ont montré que ces serpents apprennent à améliorer avec le temps leur habileté dans l'attaque. Quelquefois, ces serpents (surtout les plus jeunes) se servent de ce qu'on appelle le « leurre caudal », c'est-à-dire qu'ils font bouger leur queue avec des mouvements qui rappellent ceux d'un ver, incitant ainsi la proie potentielle à pénétrer dans la zone où la vipère peut l'attaquer.

## Galerie

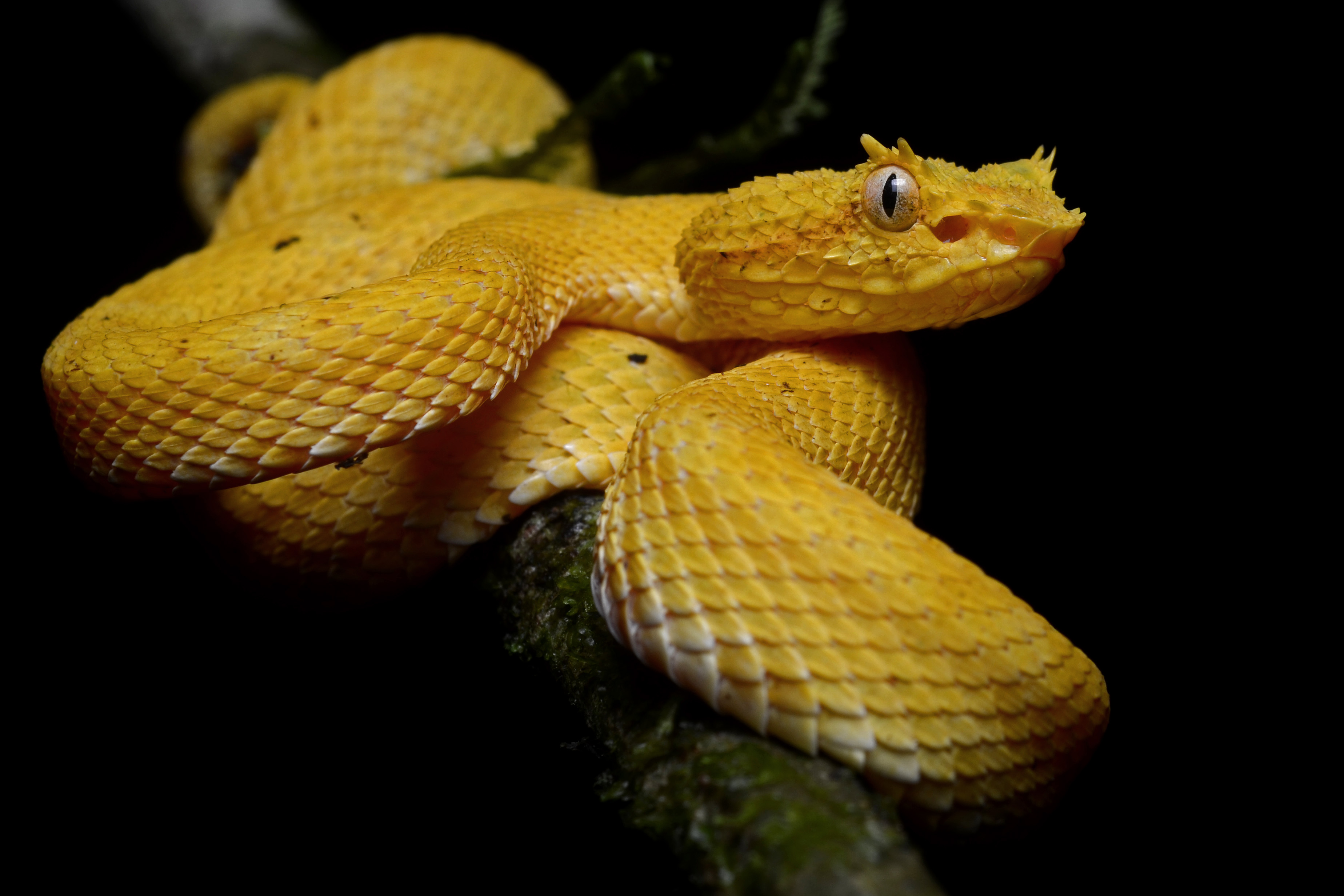
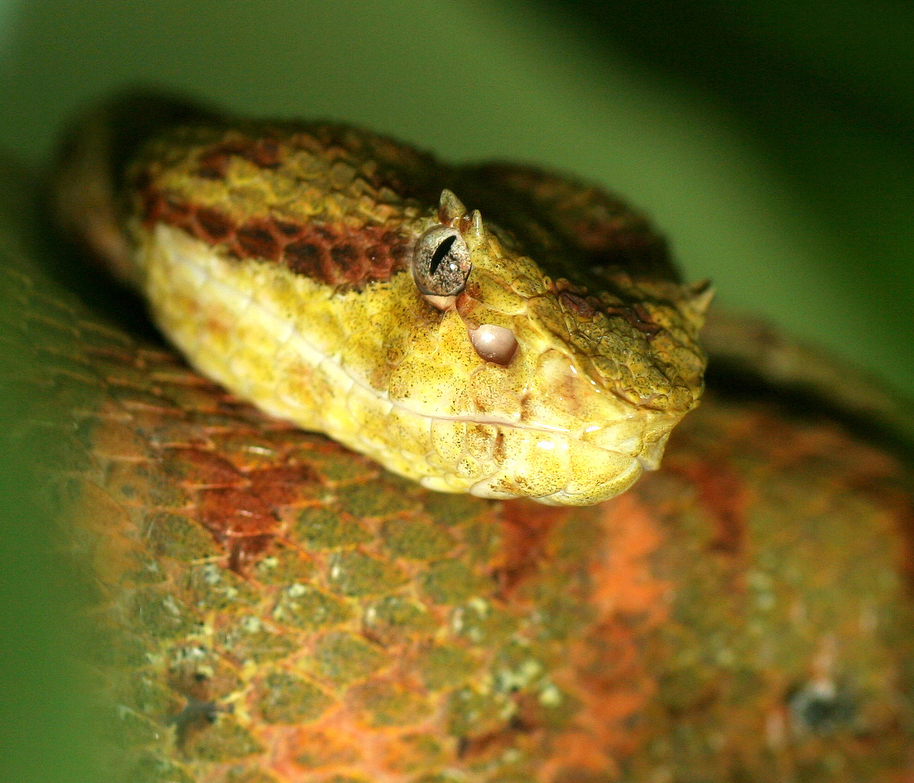
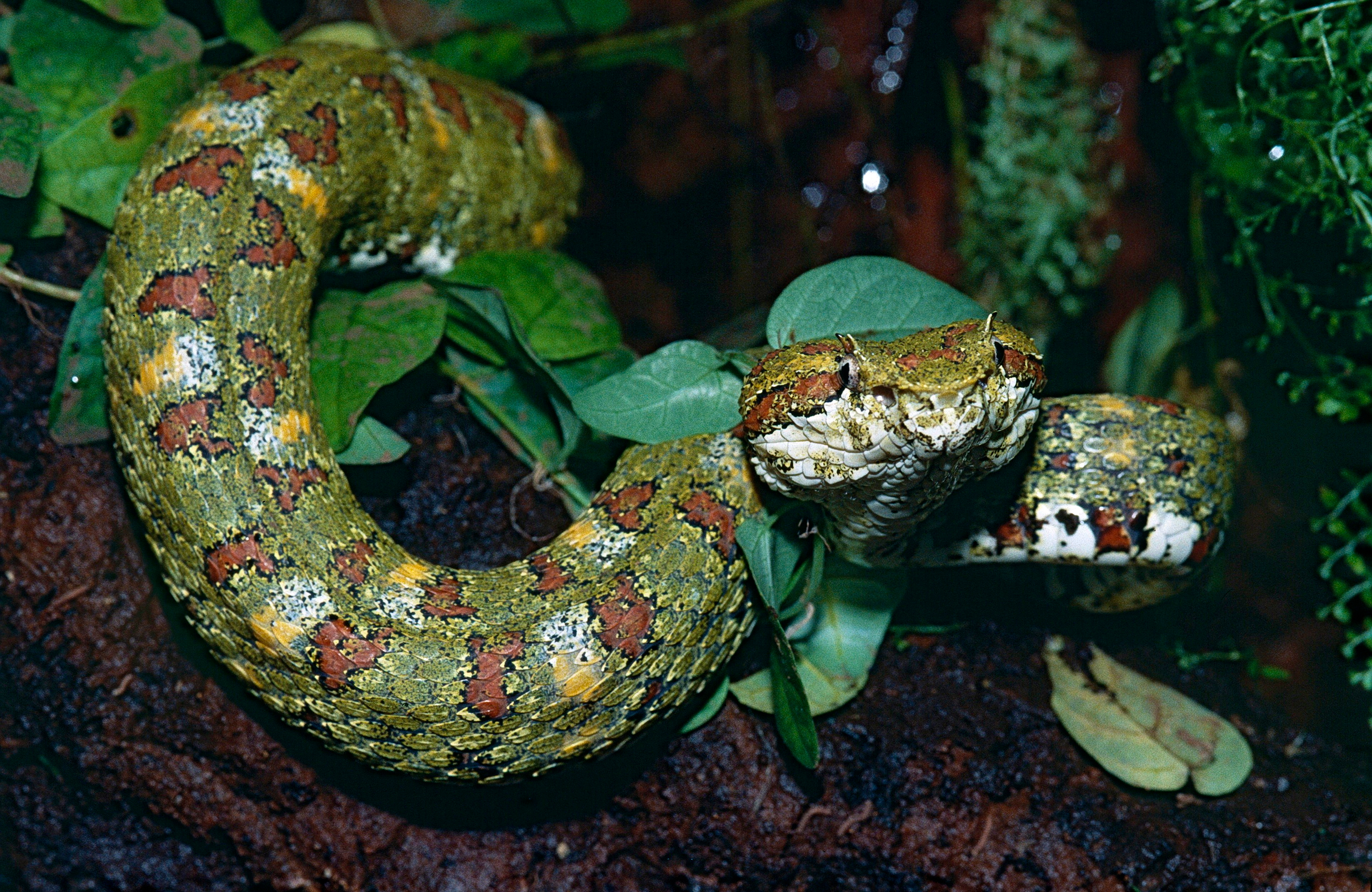
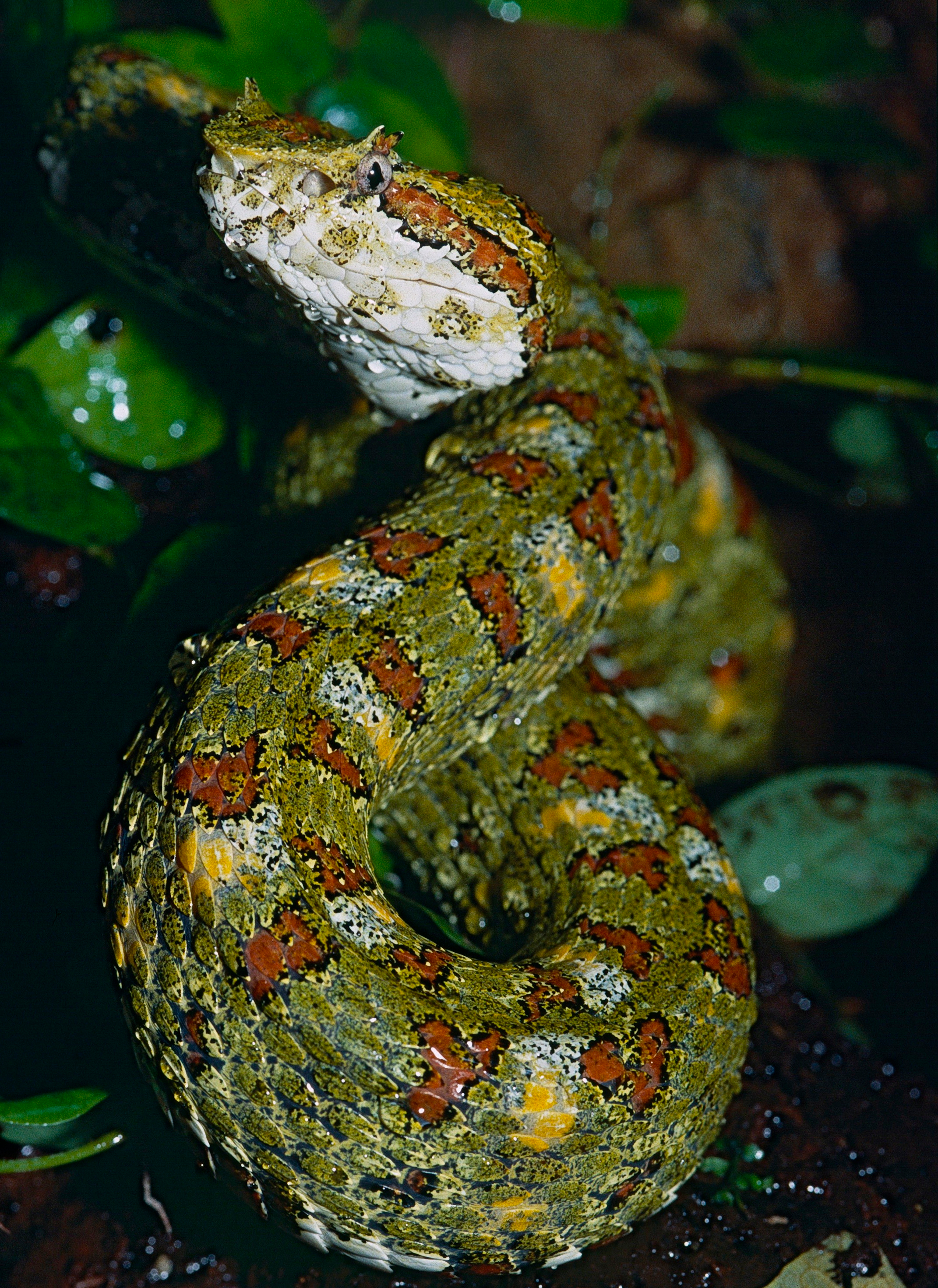
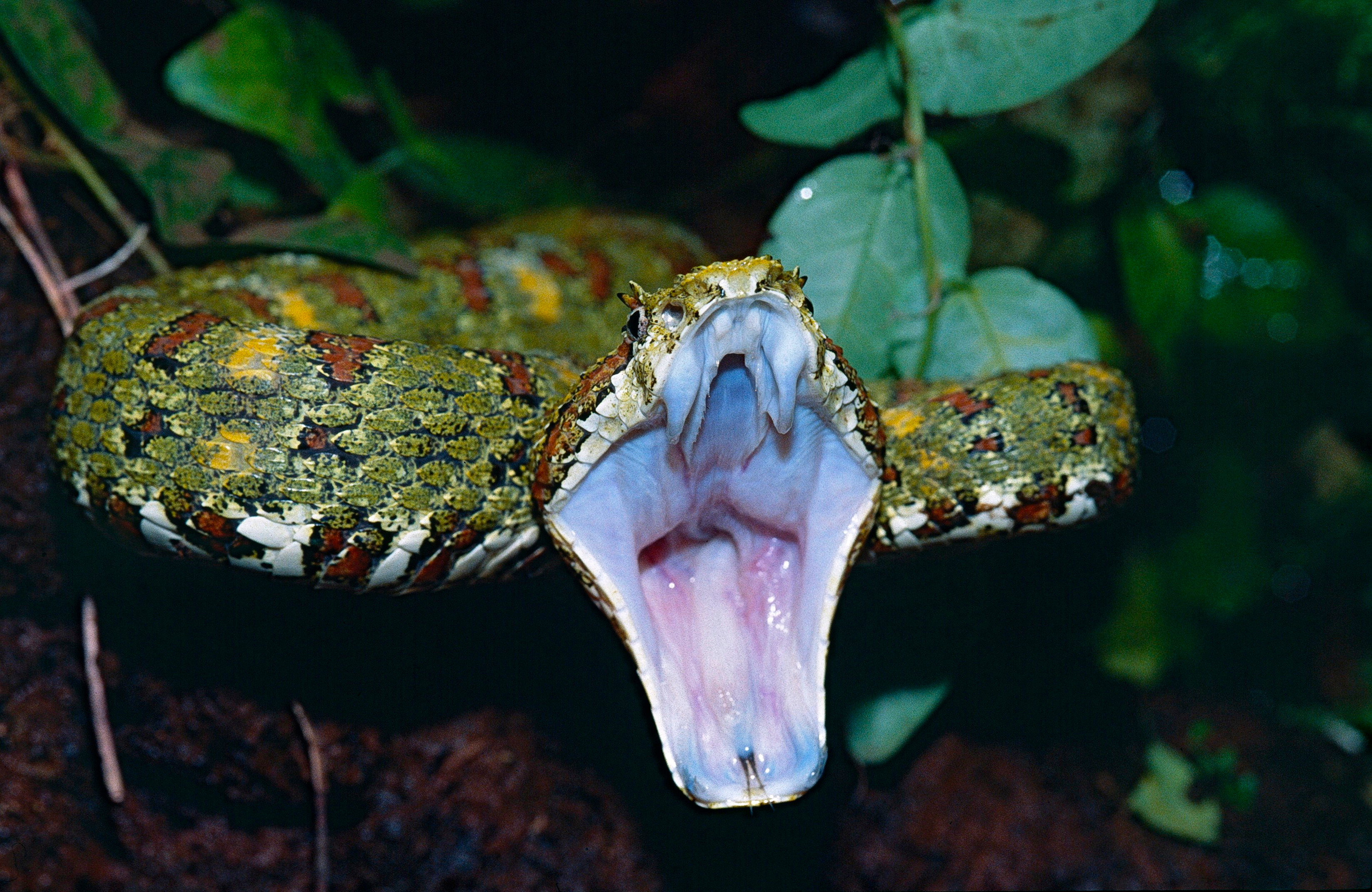

## Étymologie
Cette espèce est nommée en l'honneur de l'herpétologiste Hermann Schlegel (1804-1884).

## Publication originale
- Berthold, 1846 : Über verschiedene neue oder seltene Reptilien aus Neu-Granada und Crustaceen aus China. Abhandlungen der Königlichen Gesellschaft der Wissenschaften zu Göttingen, vol. 3, p. 3-32 (texte intégral).

## Sources
- (en) Cet article est partiellement ou en totalité issu de l’article de Wikipédia en anglais intitulé « Bothriechis schlegelii » (voir la liste des auteurs).